# Expo 61
L'Expo 1961 (oficjalnie Esposizione Internazionale del Lavoro - Torino 1961, (fr.) Exposition International du Travail – Turin 1961, (ang.) International Labour Exhibition - Turin 1961), znana także jako Italia '61 (nazwę później przyjął region o tej samej nazwie) - wystawa zorganizowana z okazji stuletniej rocznicy zjednoczenia Włoch, która odbyła się w Turynie w 1961 r.
Wśród uczestników i promotorów inicjatywy był Giuseppe Pella, przewodniczący komisji Italia 61, ówczesny burmistrz Turynu Amedeo Peyron oraz Achille Mario Dogliotti, Przewodniczący Rady Dyrektorów. 
Z tej okazji w całości zbudowana została dzielnica Turynu, w południowej części miasta, w osuszonym obszarze nad brzegiem rzeki Pad
Wystawa przyciągnęła ponad cztery miliony turystów z całego świata. Głównymi atrakcjami była kolej jednotorowa, Circarama, system projekcji kina Walt Disney, kolejka linowa łączona w spektakularny sposób, przechodząca przez rzekę Pad, Parco del Valentino i Park Europy położony na wzgórzu Turynu.
Został znacznie ulepszone oświetlenie publiczne w mieście a w szczególności powierzchnia wystawiennicza dzięki nowoczesnym systemom zaprojektowanym przez Guido Chiarelli wielki podziw wzbudziło nocne oświetlenie ogrodu skalnego w Parco del Valentino wykonane jako część wielkiej międzynarodowej wystawy FLOR 61.
Ważne budynki zbudowane z tej okazji to Palazzo del Lavoro i Palavela; pawilony na Festiwalu Regionów, zaprojektowane przez Nello Renacco, uzyskały w 1963 roku "Nagrodę Państwową za wykonaną pracę", przyznawaną corocznie przez IN/ARCH.

## Transport
Przewoźnik ATM oddał do użytkowania 12 piętrowych autobusów 2 i 3-osiowych, specjalnie zaprojektowanych przez zakłady Viberti.